# Звёздные войны: Скайуокер. Восход
«Звёздные во́йны: Скайуо́кер. Восхо́д» (англ. Star Wars: The Rise of Skywalker) — американская эпическая космическая опера от продюсеров Кэтлин Кеннеди,  Дж. Абрамса и Мишель Рейван, снятая Абрамсом по сценарию, написанному им совместно с Крисом Террио. Девятый эпизод эпопеи «Звёздные войны» продолжает внутреннюю хронологию серии и завершает Сагу Скайуокеров. Это также третья и последняя часть трилогии сиквелов «Звёздных войн». Фильм совместного производства компаний «Disney» и «Lucasfilm». Съёмки начались в Лондоне 1 августа 2018 года и завершились 15 февраля 2019 года. Международная премьера состоялась 16 декабря 2019 года в Лос-Анджелесе, в прокат СНГ фильм вышел 19 декабря 2019 года.
Через несколько месяцев после известия о том, что режиссёром картины станет Колин Треворроу, поклонники опубликовали петицию с просьбой заменить режиссёра «Мира юрского периода» на создателя франшизы Джорджа Лукаса. Сюжет картины не связан со сценарием, написанным Лукасом, для седьмого, восьмого и девятого эпизода. Смерть актрисы Кэрри Фишер привела к изменению планов, хотя и рассматривалась возможность участия её персонажа с использованием компьютерной графики, однако от этой возможности впоследствии отказались, вместо этого Абрамс воспользовался кадрами, не вошедшими в финальный монтаж «Пробуждения Силы».
Треворроу решил снимать на 65-миллиметровую плёнку, в отличие от двух предыдущих фильмов, кроме того он планировал отснять некоторый материал о событиях в космосе на студии «Пайнвуд» в Англии и Нью-Мексико. Представители студий «Walt Disney Studios Motion Pictures» и «Lucasfilm» начали обдумывать, что будет после фильма уже в 2017 году, однако Кеннеди подчеркнула, что всё будет зависеть от успеха готовящихся картин.
В начале сентября 2017 года Треворроу по причине «творческих разногласий» с продюсерами покинул пост режиссёра. 12 сентября 2017 года стало известно, что новым постановщиком станет Дж. Дж. Абрамс, ранее уже снявший седьмой эпизод саги. Абрамс отказался от большинства сценарных наработок Треворроу и написал новый сценарий в соавторстве с Крисом Террио.
Фильм получил смешанные отзывы, эксперты и зрители похвалили картину за актёрскую игру, невероятный уровень графики, музыку Джона Уильямса и чествование всей саги, но раскритиковали темп повествования и сюжет. Также критике подверглось некоторое игнорирование тем и событий предыдущего эпизода. Фильм заработал в прокате более $1 млрд, став восьмой самой кассовой картиной 2019 года и 35-й самой успешной лентой за всю историю кинематографа (без учёта инфляции). Ожидалось, что фильм соберёт не меньше, чем предыдущие фильмы новой трилогии «Пробуждение силы» (более $2 млрд) и «Последние джедаи» (более $1,3 млрд), однако прокат фильма оказался усечён из-за вскоре начавшейся пандемии COVID-19 и последующего закрытия кинотеатров.

## Сюжет
«Мертвые заговорили! Галактика услышала таинственное послание, угрозу МЕСТИ зловещим голосом покойного ИМПЕРАТОРА ПАЛПАТИНА.
ГЕНЕРАЛ ЛЕЯ ОРГАНА направляет секретных агентов для сбора информации, в то время как РЕЙ, последняя надежда джедаев, тренируется, готовясь к битве против дьявольского ПЕРВОГО ОРДЕНА.
Тем временем верховный лидер КАЙЛО РЕН бушует в поисках Призрачного Императора, решив уничтожить любую угрозу его власти….»
Оригинальный текст (англ.)The dead speak! The galaxy has heard a mysterious broadcast, a threat of REVENGE in the sinister voice of the late EMPEROR PALPATINE.

GENERAL LEIA ORGANA dispatches secret agents to gather intelligence, while REY, the last hope of the Jedi, trains for battle against the diabolical FIRST ORDER.

Meanwhile, Supreme Leader KYLO REN rages in search of the phantom Emperor, determined to destroy any threat to his power....
— Вступление
Через год после событий «Последних джедаев» верховный лидер Кайло Рен находит на Мустафаре навигационное устройство, ведущее на планету Экзегол, убежище древних ситхов. Он обнаруживает физически слабого галактического императора Шива Палпатина, который рассказывает, что создал Сноука в качестве марионетки для управления Первым Орденом. Палпатин предлагает объединить усилия, вводя в строй флот звёздных разрушителей типа «Ксистон», с помощью которых можно создать новую Галактическую Империю. Он поручает Кайло найти Рей, которая продолжает обучение на пути джедая под началом генерала Леи Органы.
Тем временем Финн, По и Чубакка от шпиона Сопротивления в Первом Ордене получают информацию об открытии Кайло. Узнав, что Палпатин вернулся, Рей обнаруживает заметки об артефакте ситхов в текстах джедаев, оставленных Люком Скайуокером. Рей, По, Финн, Чубакка, BB-8 и C-3PO отправляются на планету Пасаана, чтобы найти «зацепку».
На Пасаане они встречаются с Лэндо Калриссианом, который объясняет, что он и Люк отследили артефакт до его последнего известного местоположения в пустыне. Кайло с помощью Силы узнаёт, где находится Рей, и отправляется на Пасаану вместе с рыцарями Рен. Рей и другие обнаруживают останки убийцы-ситха, его корабль и кинжал с надписью на ситхском языке. C-3PO способен прочитать текст, но в его памяти стоит блок на перевод ситхского со времён Галактической Республики. Первый Орден захватывает «Тысячелетний сокол», Чубакку и кинжал; Рей, пытаясь спасти Чубакку, случайно уничтожает транспорт Первого Ордена молнией Силы. Группа убегает на корабле убийцы, предполагая, что Чубакка был убит в результате взрыва.
По предлагает им отправиться на Киджими, чтобы извлечь текст ситхов из памяти C-3PO, но в результате дроид полностью теряет память. В тексте содержатся координаты навигационного устройства ситхов на одной из лун Эндора. На Киджими прибывает Рен на своём флагмане. Рей чувствует, что Чубакка жив и находится на борту новейшего разрушителя. Пока Кайло ищет Рей, остальные проникают в его звёздный разрушитель с помощью Зории Блисс, давней подруги По. Рен с помощью связи через Силу говорит Рей, что она внучка Палпатина, который отдал приказ о её убийстве в детстве, боясь её силы. Рей забирает кинжал, и в видениях понимает, что убийца использовал его для ликвидации её родителей.
По и Финн, освободив Чубакку, попадают в плен. Генерал Энрик Прайд приказывает казнить всех троих. Генерал Армитаж Хакс забирает бластер у одного из штурмовиков, заявляя, что сам хочет их казнить, но вместо этого расстреливает палачей. Хакс заявляет, что это он — шпион, движимый исключительно ненавистью к Рену. Он позволяет повстанцам бежать на «Соколе», предварительно подстрелив его. Но Прайд раскрывает заговор и убивает Хакса. Звёздный разрушитель Империи уничтожает Киджими осевым суперлазером.
Группа следует по координатам к Кеф-Биру. Они встречают Джанну и её группу бывших штурмовиков Первого Ордена, которая ведёт их к обломкам второй «Звезды Смерти». Рей находит в соседнем с тронным залом помещении навигационное устройство;и прикоснувшись к нему, она увидела себя ситхом. Рен, отследив её до Кеф-Бира, уничтожает устройство и вовлекает Рей в поединок. Умирающая Лея зовёт Кайло через Силу, и Рей в этот момент пронзает его мечом. Генерал Органа в присутствии R2-D2 и Маз Канаты умирает. Чувствуя смерть Леи, Рей лечит Кайло и забрав его TIE Fighter, улетает на Ак-То. Затем она сжигает корабль, чтобы не иметь возможности покинуть остров, и выбрасывает меч Скайуокеров, но его ловит дух Люка, побуждающий Рей встретиться с Дартом Сидиусом, как когда-то он встретился с Дартом Вейдером. Он даёт ей световой меч Леи и поднимает свой корабль из воды. Рей улетает на Экзегол, используя навигационное устройство Кайло с его корабля. Между тем, к Рену в видении приходит его отец, Хан Соло. После короткого разговора Кайло выбрасывает свой световой меч и отрекается от Тёмной стороны.
По, Финн, Чубакка, BB-8 и C-3PO возвращаются на базу Сопротивления. По Дэмерон по завещанию Леи назначен командующим. Стоя над телом принцессы, он разговаривает с Лэндо, вдохновляясь на продолжение борьбы. На связь выходит Красный-5 — X-wing Люка. По поднимает флот сопротивления и направляется на Экзегол. Тем временем R2-D2 восстанавливает память C-3PO.
Рей прибывает на Экзегол, передавая свой маршрут через гравитационные аномалии Сопротивлению. Бывший император требует, чтобы Рей убила его — после такого ритуального жертвоприношения девушка должна превратиться в новую Императрицу, тем самым став ситхом. Сопротивление вступает в бой с флотом Палпатина. Флагман-разрушитель Прайда продолжает передавать координаты кораблям флота ситхов, пока Финн и Джанна не уничтожают передатчик, не дав тем самым флоту покинуть орбиту. Бен Соло прибывает, чтобы помочь Рей, одолевая рыцарей Рен. Палпатин, поняв, что Рей не будет его убивать, использует Силу, чтобы поглотить жизненную сущность Рей и Бена, омолаживая себя, а затем атакует флот Сопротивления молнией Силы. Ослабленная Рей слышит голоса джедаев прошлого, а именно Луминары Ундули, Асоки Тано, Энакина Скайуокера, Оби-Вана Кеноби, Йоды, Мейса Винду, Ади Галлии, Кэнана Джарруса и Квай-Гон Джинна. Они побуждают Рей восстать против ситха, который атакует её своей молнией Силы. Рей перенаправляет молнию световыми мечами Люка и Леи на самого Палпатина, окончательно убивая его, но сама погибает от энергетического взрыва после смерти Дарта Сидиуса. Бен воскрешает её с помощью Силы, Рей целует его. Они улыбаются друг другу, но Бен умирает. Его тело мгновенно исчезает одновременно с телом матери. Финну и Джанне удаётся перенаправить одно из орудий главного калибра флагмана на мостик. Корабль Прайда взрывается прежде, чем он успевает его покинуть и передать координаты флоту ситхов. Тем временем к Сопротивлению присоединяются добровольцы из Центральных миров, набранные Калриссианом. Вместе с подошедшими кораблями повстанцы уничтожают флот ситхов, ставя тем самым финальную точку в войне против Первого Ордена.
Галактика восстаёт против Первого Ордена, уничтожая его новейшие разрушители. Сопротивление празднует безоговорочную победу над ситхами и Первым Орденом. Рей отправляется на Татуин, на ферму Ларсов, где рос Люк. Там она закапывает световые мечи Скайуокеров, после чего активирует свой собственный собранный меч с клинком золотого цвета. Местная жительница интересуется её именем, на что гостья, посмотрев на горизонт, где появились призраки Люка и Леи, отвечает: «Рей Скайуокер».

## В ролях
| Актёр                         | Роль                                 |
| ----------------------------- | ------------------------------------ |
| Кэрри Фишер                   | генерал Лея Органа                   |
| Марк Хэмилл                   | магистр Люк Скайуокер (призрак силы) |
| Адам Драйвер                  | Бен Соло / Кайло Рен                 |
| Дэйзи Ридли                   | Рей                                  |
| Джон Бойега                   | генерал Финн                         |
| Оскар Айзек                   | генерал По Дэмерон                   |
| Энтони Дэниелс                | C-3PO                                |
| Наоми Экки                    | Джанна                               |
| Донал Глисон                  | генерал Армитаж Хакс                 |
| Ричард Э. Грант               | генерал Энрик Прайд                  |
| Лупита Нионго                 | Маз Каната                           |
| Кери Расселл                  | Зорри Блисс                          |
| Йонас Суотамо                 | Чубакка                              |
| Келли Мэри Трэн               | Роуз Тико                            |
| Иан Макдермид                 | Шив Палпатин / Дарт Сидиус           |
| Билли Ди Уильямс              | генерал Лэндо Калриссиан             |
| Билли Лурд                    | лейтенант Кейдел Ко Конникс          |
| Грег Гранберг                 | Теммин Уэксли                        |
| Харрисон Форд                 | Хан Соло (воспоминание)              |
| Доминик Монаган               | Бомонт Кин                           |
| Ширли Хендерсон               | Бабу Фрик (голос)                    |
| Хассан Тадж и Ли Тауэрси      | R2-D2                                |
| Дэйв Чэпмен и Брайан Херрнинг | BB-8                                 |
| Дж. Дж. Абрамс                | D-O (голос)                          |
| Ник Келлингтон                | Клауд                                |
| Мартин Уайлд                  | рыцарь Рен                           |
| Антон Симпсон-Тайди           | рыцарь Рен                           |
| Лукас Леонг                   | рыцарь Рен                           |

| Актёр                           | Роль                            |
| ------------------------------- | ------------------------------- |
| Том Роджерс                     | рыцарь Рен                      |
| Джо Кеннард                     | рыцарь Рен                      |
| Эшли Бек                        | рыцарь Рен                      |
| Аманда Лоуренс                  | коммандер Ларма Д'Аси           |
| Винетт Робинсон                 | Роби Тайс                       |
| Амир Эль-Масри                  | коммандер Трач                  |
| Джоди Комер                     | мать Рей                        |
| Билли Хоул                      | отец Рей                        |
| Майк Куинн и Билл Кипсанг Ротич | Ниен Нунб                       |
| Денис Лоусон                    | генерал Ведж Антиллес           |
| Уорик Дэвис                     | эвок Уиккет У. Уоррик           |
| Джон Уильямс                    | бармен на Киджими               |
| Лин-Мануэль Миранда             | боец Сопротивления              |
| Джефф Гарлин                    | неизвестный капитан             |
| Кевин Смит                      |                                 |
| Энди Серкис                     | Сноук (голос)                   |
| Джеймс Эрл Джонс                | Дарт Вейдер (голос)             |
| Хейден Кристенсен               | Энакин Скайуокер (голос)        |
| Оливия д'Або                    | магистр Луминара Ундули (голос) |
| Эшли Экстейн                    | Асока Тано (голос)              |
| Дженнифер Хейл                  | Эйла Секура (голос)             |
| Сэмюэл Л. Джексон               | магистр Мейс Винду (голос)      |
| Юэн Макгрегор                   | магистр Оби-Ван Кеноби (голос)  |
| Алек Гиннесс                    | магистр Оби-Ван Кеноби (голос)  |
| Фрэнк Оз                        | магистр Йода (голос)            |
| Анжелик Перрен                  | магистр Ади Галлия (голос)      |
| Фредди Принц-мл.                | Кэнан Джаррус (голос)           |
| Лиам Нисон                      | магистр Квай-Гон Джинн (голос)  |

## Производство

### Колин Треворроу
«У нас нет претензий к Колину Треворроу, но он не тот человек, который должен поставить Эпизод IX. Джордж Лукас, в качестве режиссера Эпизода IX, смог бы не только достойно завершить трилогию, но и попрощаться, как „Отец Звездных войн“ со всей вселенной далёкой-далёкой галактики ... Мы хотели бы снова видеть его работающим над франшизой. Огромное спасибо».

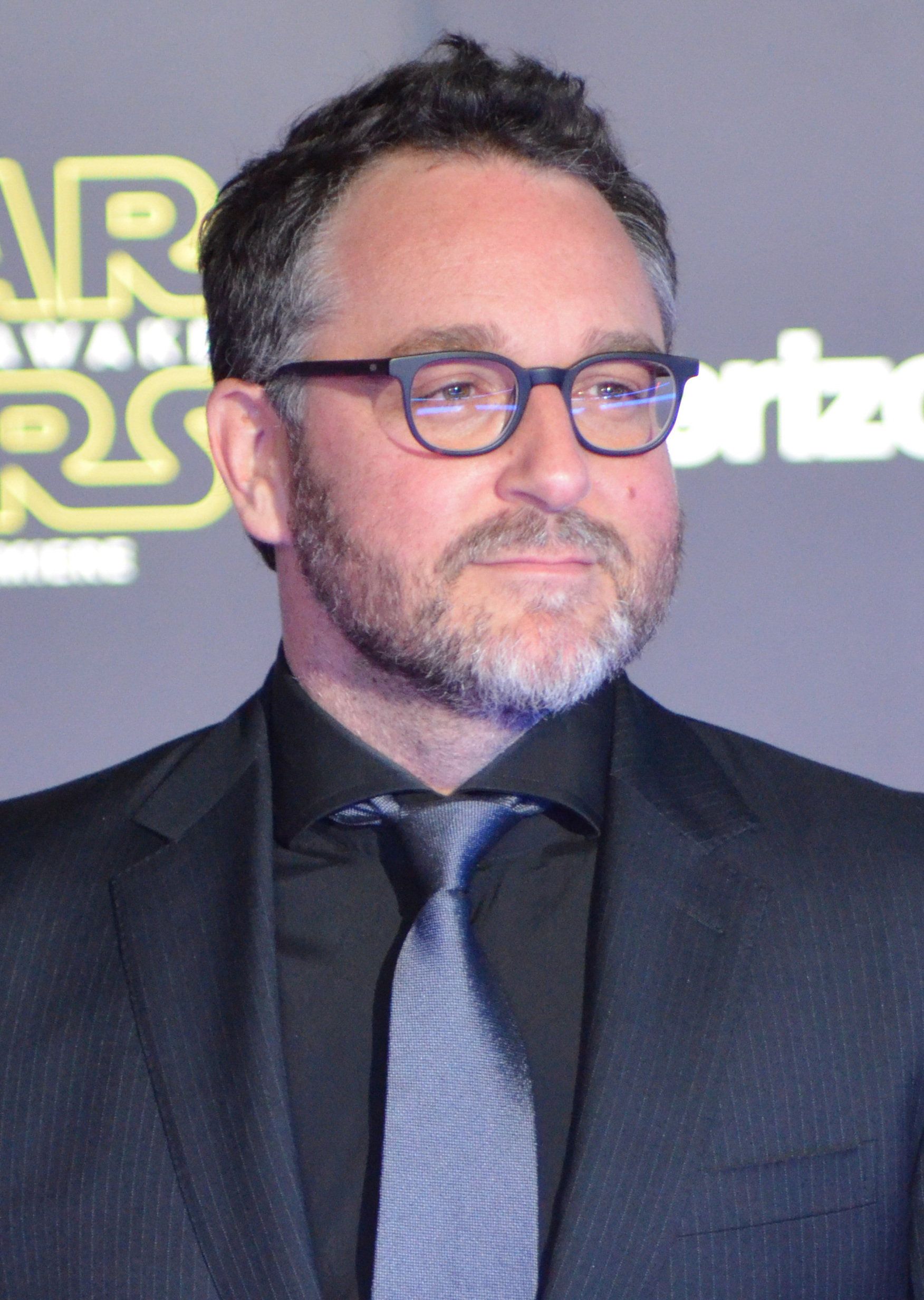
Колин Треворроу

В марте 2015 ходили слухи о том, что кресло режиссёра может занять Дж. Дж. Абрамс, так как представителям студии «Дисней» очень понравился отснятый режиссёром материал для «Пробуждения силы». Абрамс опроверг свое участие в съёмках картины незадолго до объявления имени нового режиссёра. Позднее режиссёр сожалел, что продолжение снимет не он. В августе 2015 стало известно, что режиссёром девятого эпизода станет Колин Треворроу постановщик «Мира юрского периода». Однако на закрытую премьеру 7 эпизода, состоявшуюся в начале декабря, он приглашен не был, в отличие от Гарета Эдвардса, режиссёра «Изгоя-один». Треворроу признался, что в восторге от того, что сможет поработать с актёрами оригинальной трилогии. По мнению Кэтлин Кеннеди, его выбрали, так как в нём сочетались талантливый человек, опытный режиссёр и хороший рассказчик. Кеннеди заметила Треворроу после его первой картины «Безопасность не гарантируется», а порекомендовал режиссёра, её друг Брэд Бёрд. В сентябре он уже изучал вселенную «Звёздных войн».
Несмотря на отсутствие возможности много говорить о картине, режиссёр напомнил, что речь идёт о проекте масштаба вселенной и любая история может быть рассказана в её рамках, так как она безгранична. Он также уточнил, что никак не связан с разработкой проекта о Бобе Фетте и то, что снимать картину серии, это не работа и не задание, а обязанность старшего поколения рассказать историю у костра, чтобы научить чему-то новое поколение, дабы они могли создать что-то своё. Известно, что режиссёр сам был поклонником саги с детства, а его любимым персонажем во франшизе «Звёздные войны» являлась «Сила».

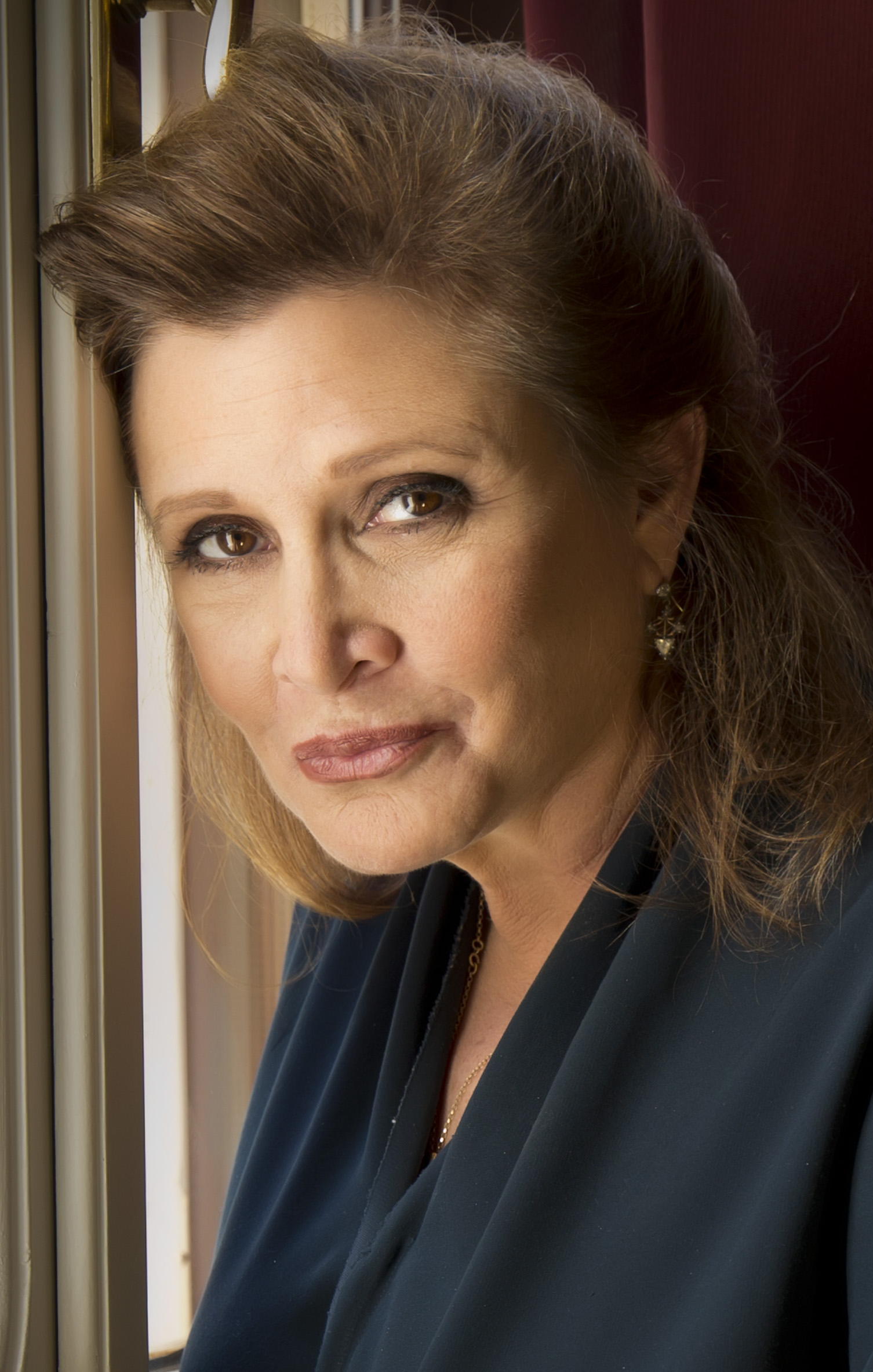
Кэрри Фишер

«Она была главным героем, это не секрет»
В январе 2016 года группа поклонников франшизы обратилась с петицией к Джорджу Лукасу с просьбой заменить режиссёра. Авторы петиции заметили, что не имеют ничего против Треворроу, но считают, что последнюю картину должен снимать создатель франшизы Лукас. Треворроу в одном из интервью сообщил, что не собирается прекращать работу над фильмом и сделает все возможное, чтобы стать достойным преемником. На кинофестивале Сандэнс режиссёр рассказал, что местом действия некоторых сцен станет космос и для того, чтобы снять эти сцены, он уже отправил запрос на получение камеры IMAX.
Компания Lucasfilm опубликовала заявление о том, что не намерена возвращать героя Кэрри Фишер на экраны с помощью компьютерной графики ещё в январе 2017 года. Треворроу подтвердил то, что персонаж актрисы должен был стать главным в его фильме.
Треворроу был искренне рад тому, что с ним работают некоторые блестящие специалисты: такие, как продюсер Кири Харт и сценаристы Lucasfilm, а также Кэтлин Кеннеди, Ларри Кэздан, Дж. Дж. Абрамс и Райан Джонсон. Он полагал, что эти люди — лучшие умы, и с их участием можно быть уверенными, что будет создан лучший финал из возможных. Он вырос на «Звёздных войнах», поэтому намерен приложить 120 % усилий, чтобы сделать всё правильно.

### Дж. Дж. Абрамс
«Чтобы «Эпизод IX» «Звездных войн» не стал еще одной копией оригинальной трилогии, а именно картины «Звездные войны», «Возвращение джедая», и на благо франшизы «Звездных войн» мы требуем, чтобы Кэтлин Кеннеди заменила JJ Абрамса на посту режиссера предстоящего фильма».

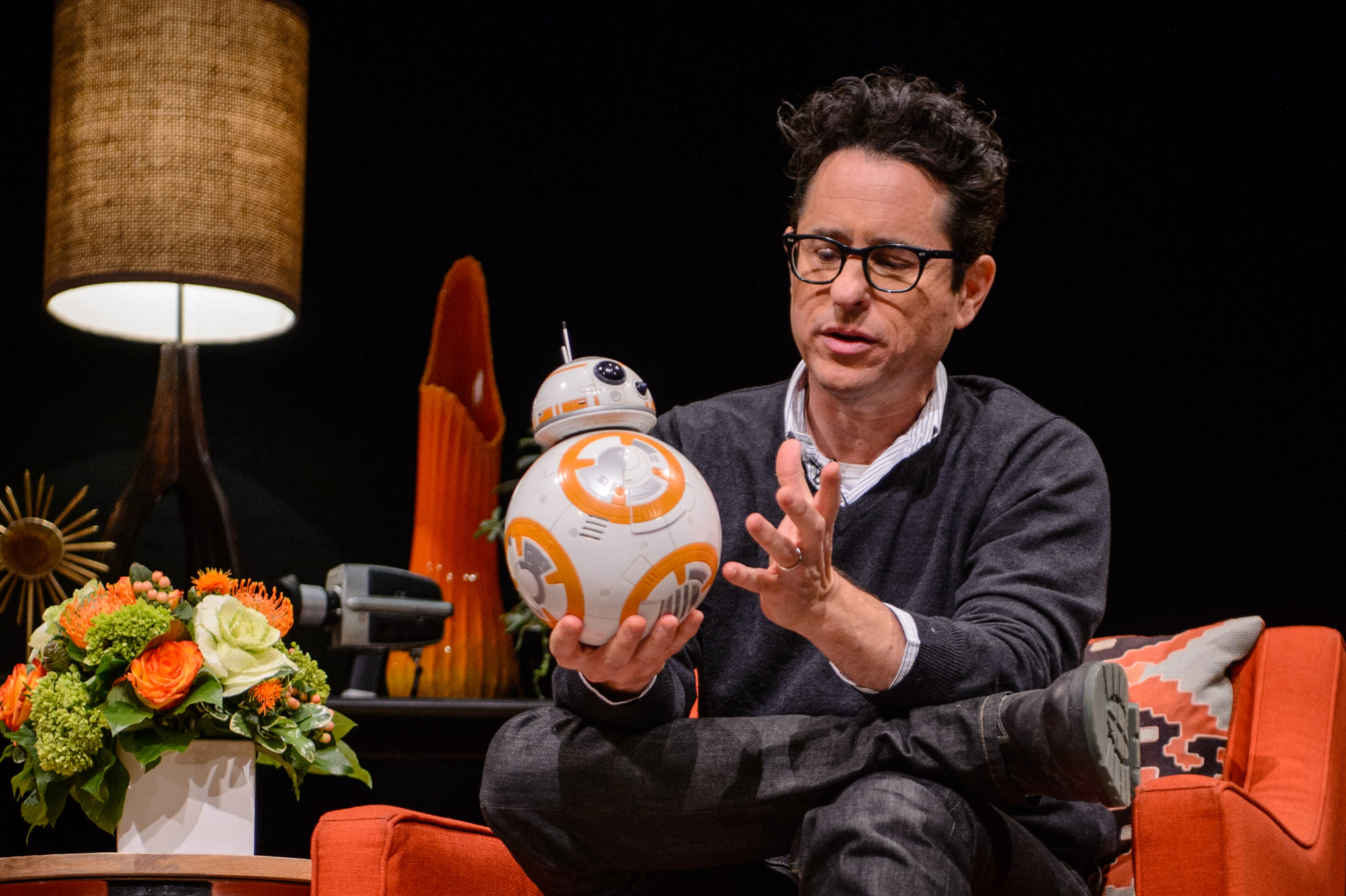
Дж. Дж. Абрамс

В сентябре 2017 руководство компании «Lucasfilm» сообщило, о том что было принято решение заменить Коллина Треворроу на посту режиссёра картины. Дэвиду Финчеру студия предложила кресло режиссёра до Абрамса, однако он отказался, предпочтя франшизе новые проекты, в том числе «Охотника за разумом». Новым режиссёром стал Дж. Дж. Абрамс, работавший над «Пробуждением силы». Руководство компании «Paramount Pictures» было не в восторге от этой новости, так как режиссёр, согласно истекающему контракту, должен был снимать ещё один фильм для неё. Однако не все отреагировали на эту новость также негативно, например, актёр Джон Бойега был искренне рад тому, что вновь будет работать с Абрамсом.

### Сценарий

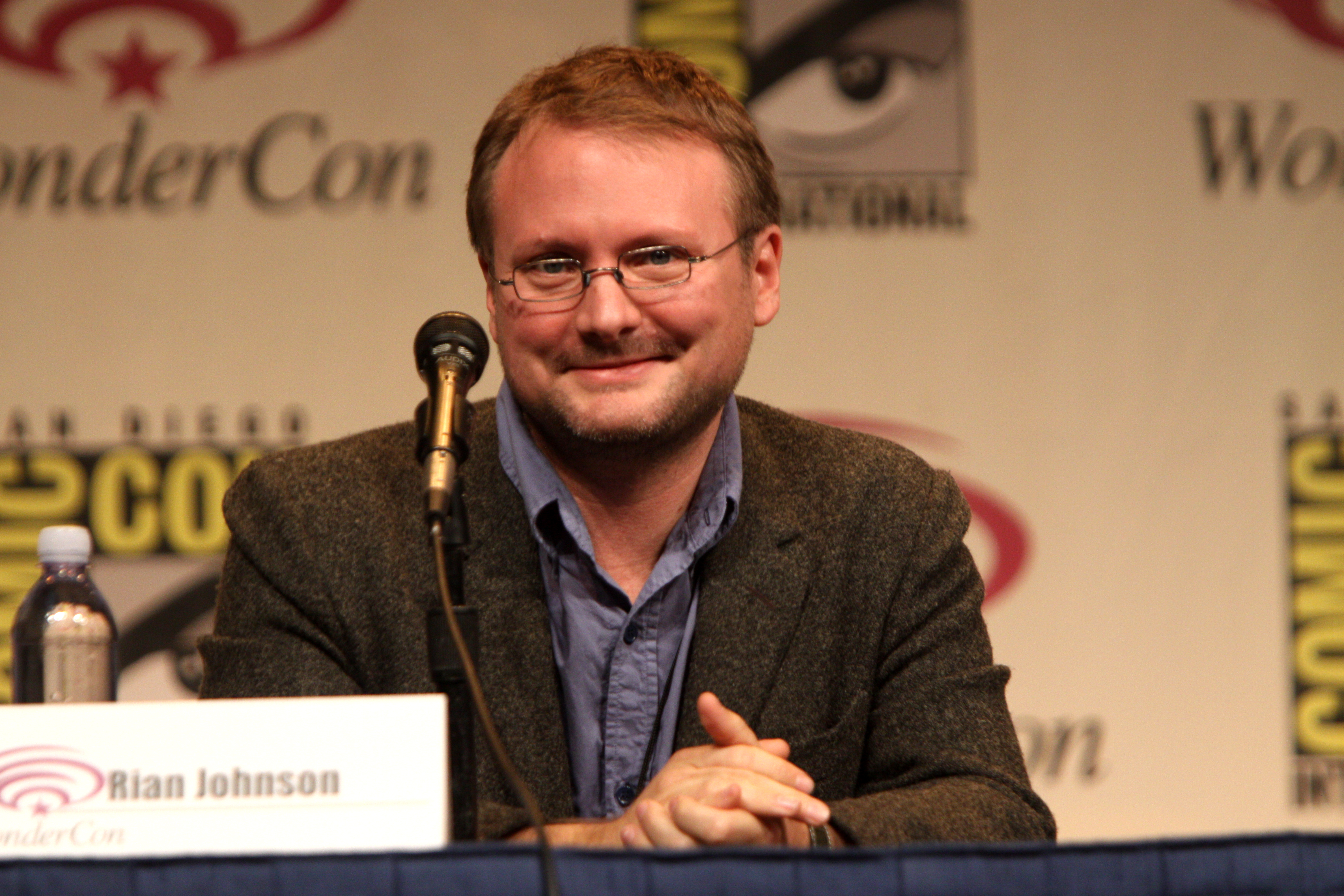
Райан Джонсон

«Вы знаете, мы вкладываем в работу 110 процентов наших душ, поэтому от меня ничего не останется, когда я закончу»
В апреле 2017 режиссёр картины Колин Треворроу сообщил о том, что работа над сценарием закончена. Режиссёр признался, что написать сценарий фильма, завершающего трилогию, было не просто, так как пришлось рассматривать сценарий картины в контексте предыдущих фильмов По его словам, несмотря на то, что картина будет являться самостоятельным произведением, она все же будет продолжением восьмого эпизода саги. В работе над сценарием Треворроу помогал Дерек Коннолли. Планировалось, что персонаж Фишер будет играть значительную роль в картине, однако в связи с её смертью планы были пересмотрены. Поэтому сценаристам пришлось переосмыслить подготовленный материал и с января начать заново работу над сценарием, который уже не включал персонажа Фишер. Также ранее предполагалось появление нового персонажа, по имени Элло Аста, летчика на стороне Сопротивления, чей девиз «Рождён сумасшедшим». В конце апреля 2017 Кэтлин Кеннеди подтвердила, что сценарий написан и скоро его будут читать. Предполагалось, что Райан Джонсон, режиссёр 8 эпизода будет помогать Треворроу писать сценарий, для того, чтобы увязать сюжет картин друг с другом. Но в апреле 2017 Райан Джонсон сообщил, что не принимал участия в написании сценария к картине. Незадолго до своей отставки с поста режиссёра, Треворроу пригласил постановщика пьесы о Гарри Поттере, Джека Торна, переписать сценарий. После замены режиссёра Треворроу, место сценаристов заняли Дж. Дж. Абрамс и Крис Террио. Их сценарий стал четвёртым по счету с момента начала работы над картиной, не считая задумок Джорджа Лукаса.
В сценарии Колина Треворроу Кайло Рен должен был найти древнего ситха — Тора Валума, в лафкравтовом стиле, который должен был обучить Кайло. Тот должен был в конце обучения сразиться с призраком Дарта Вейдера и проиграть ему. После этого он бы минимум дважды сразился с Рей — на планете Мортис, известной как планета Отца, Сына и Дочери из мультсериала «Войны Клонов» и в финале, погибнув от руки Рей, предварительно ослепив её
«С утра я работаю над сценарием «Мира юрского периода 2» вместе с Хуаном Байоной, а в полдень перехожу в другой офис, в «Пайнвуд» и мы пишем, проектируем и у нас есть черновой вариант сценария»
«У нас есть сценарий, что весьма много для меня значит»
После премьеры своей картины Райан Джонсон рассказал, что не писал в своем сценарии о том, кто должен быть родителями Рэй. Так что ими может оказаться кто угодно. В декабре 2017 режиссёр представил первые наброски для сценария, и тот получил рабочее название «Чёрный алмаз», предыдущая картина носила рабочее имя «Космический медведь», а «Изгой Один» снимался под именем «Лос-Аламос». В феврале 2018 года, Дж. Дж. Абрамс сообщил, что новый сценарий готов. Однако уточнил, что тот будет редактироваться по ходу работы над картиной. И что он с нетерпением ждет момента, когда зрители смогут увидеть фильм по этому сценарию. После премьеры «Последнего джедая» актриса Дейзи Ридли рассказала, что Абрамс так же писал сценарий к фильму, который поставил Джонсон, однако ей не известно, были ли эти сценарии связаны, дополнял ли один другой или сценарий Джонсона не имел ничего общего со сценарием Абрамса.

### Подбор актёров

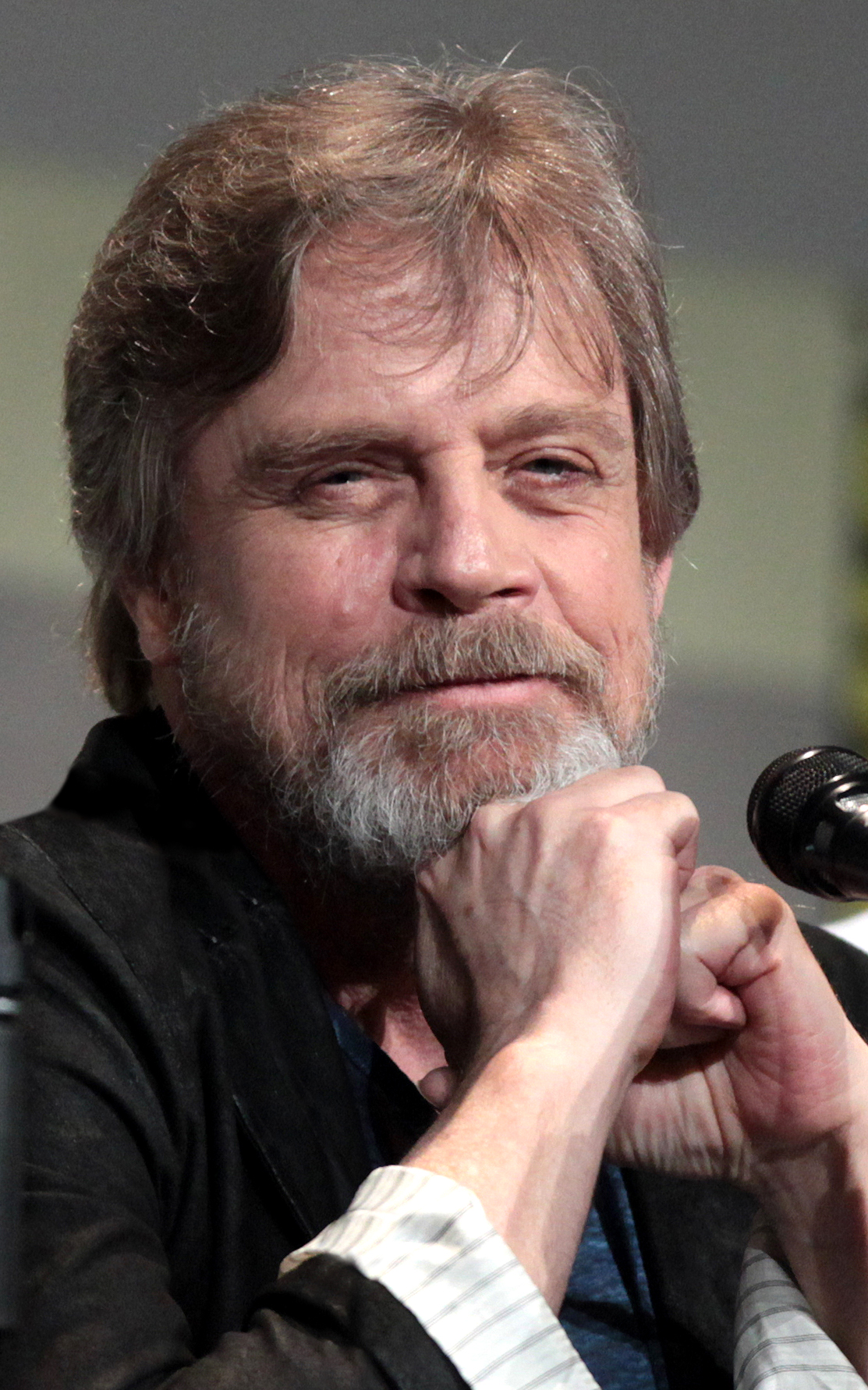
Марк Хэмилл

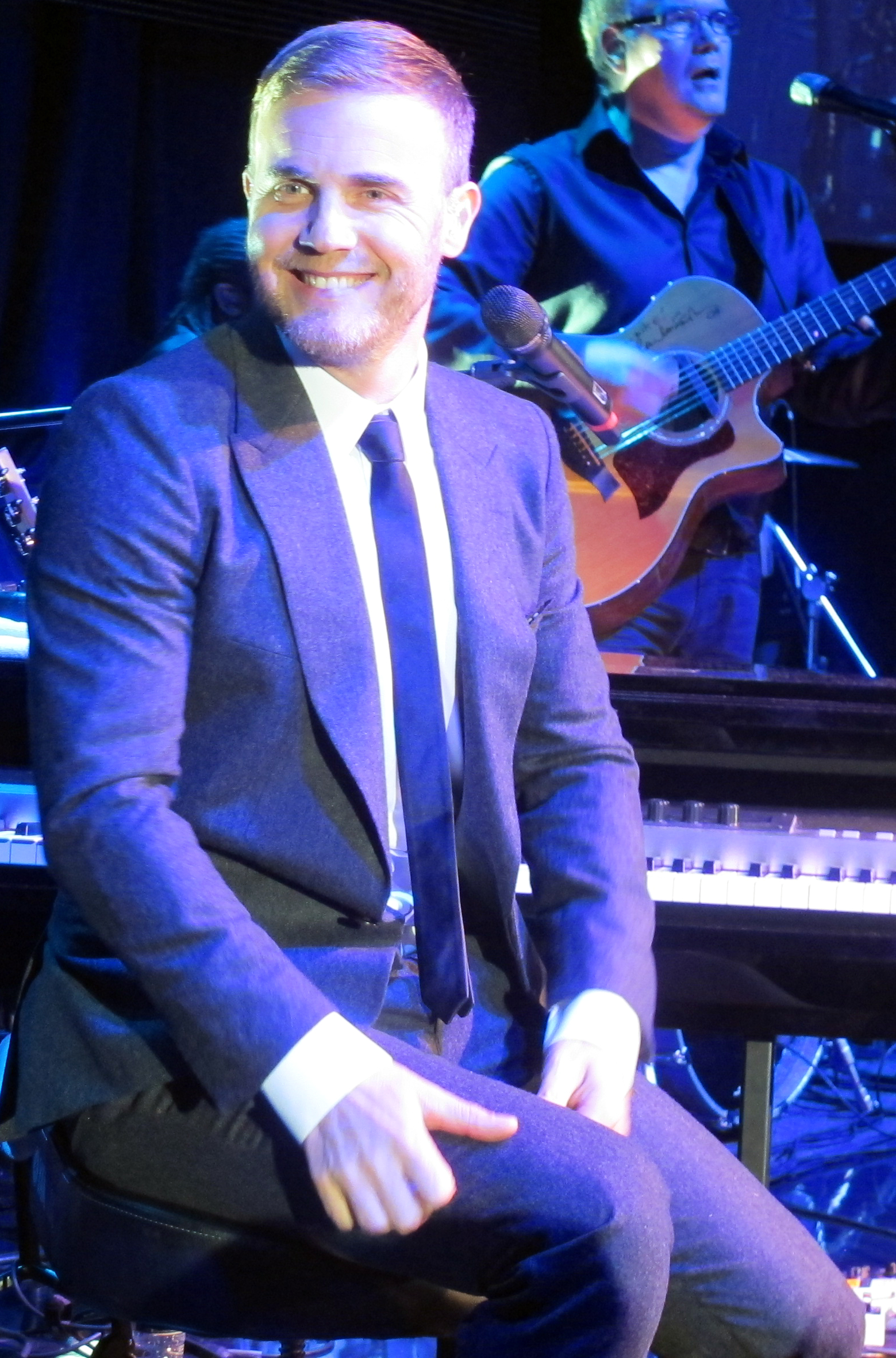
Гэри Барлоу

В августе 2016 Марк Хэмилл намекнул своим поклонникам, что его персонаж вернётся в девятой картине. Актёр одним из первых узнал о готовящихся съёмках новой трилогии в 2011 году от Джорджа Лукаса, что стало для него полной неожиданностью, как и то, что Лукас не будет режиссёром для новых частей. Он полагал, что Лукас сообщит о выходе на пенсию или о каких-то смежных проектах, в которых ему, как актёру, нет места из-за возраста. Тот отреагировал на это бурно:
Что-о?! Да ты чокнулся!
Узнав о том, что Лукас продаёт компанию, Хэмилл испытал смешанные чувства, однако заметил, что компания Диснея является неплохим управленцем, и по его мнению сначала это казалось немыслимым, но чем больше он узнавал об этом, тем интереснее это становилось. Хэмилл не был согласен с теми решениями, которые принимали режиссёры седьмого и восьмого фильма относительно его персонажа и, все же, сыграл свою роль будучи профессионалом, сказав о том, что является большим поклонником франшизы. Подбор актёров осуществлялся с февраля 2017 года с помощью агентств в Лондоне и Лос-Анджелесе. В марте 2017 стало известно, что Гэри Барлоу прослушивался на роль и успешно прошёл кастинг, однако не уточнил, какую именно роль получил, из-за того, что побоялся лишиться работы.
Я не штурмовик, но я в деле. Спасибо, дамы и господа.

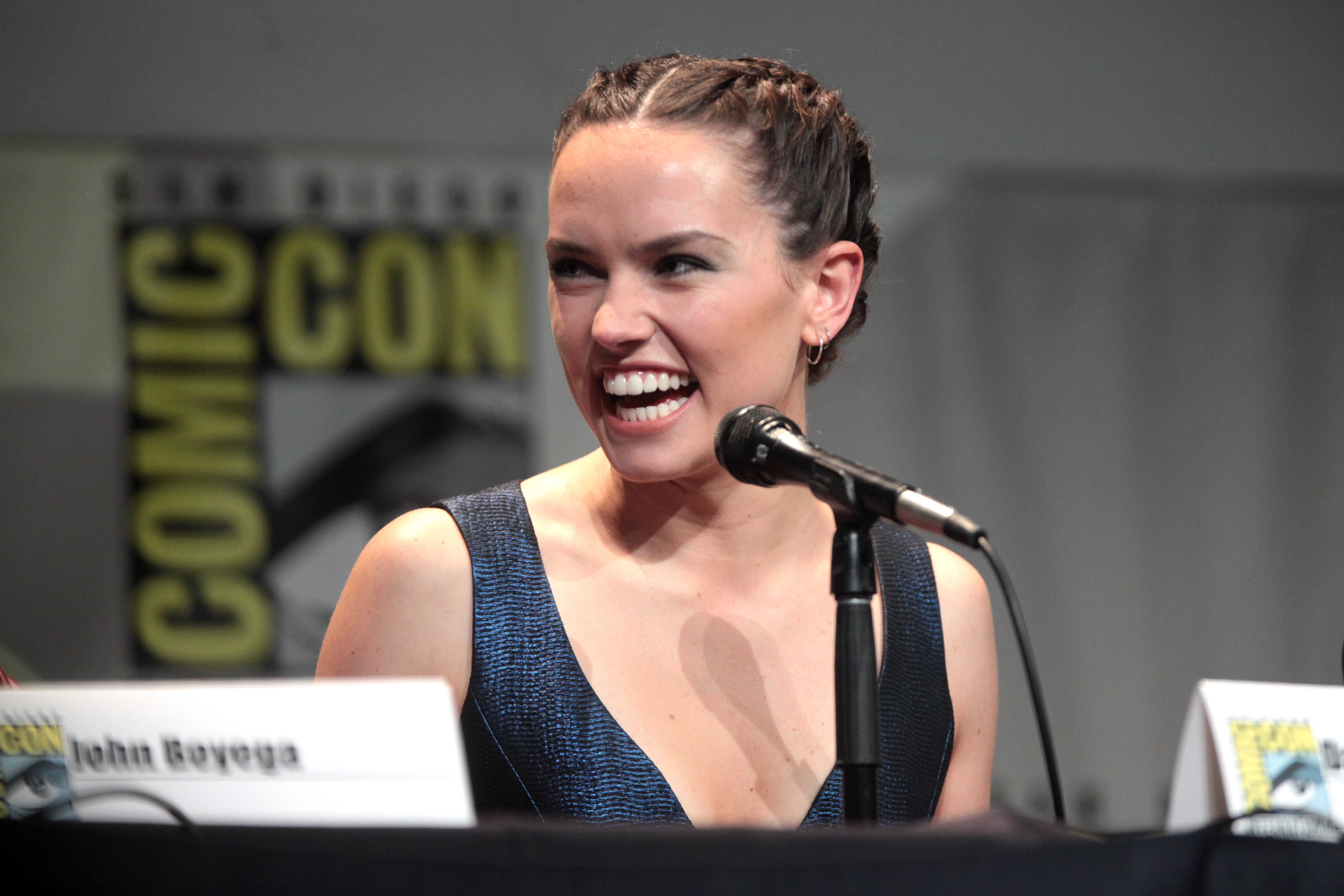
Дэйзи Ридли

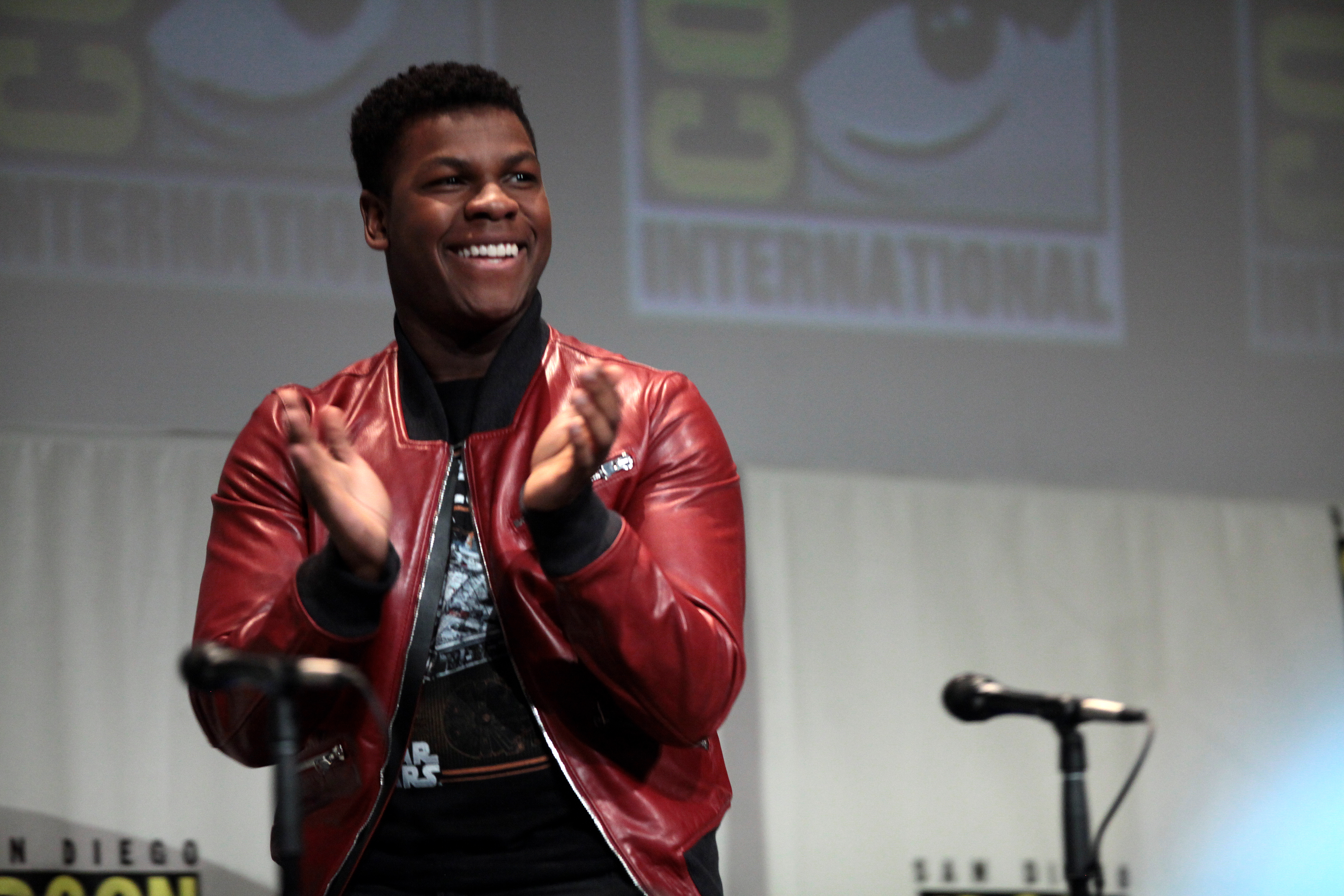
Джон Бойега

В связи со смертью Кэрри Фишер пришлось пересматривать планы, однако рассматривалась возможность использования компьютерной графики. Позднее появилось сообщение о том, что персонаж Фишер все же появится на экране, так как её семья дала разрешение на использование её образа, однако не уточнялось, как именно. В середине апреля 2017 года Кэтлин Кеннеди сообщила, что персонаж Фишер не появится в девятом эпизоде. Фишер предполагала, что поскольку персонаж Харрисона Форда был на передовой в 7 фильме, а герой Марка Хэмилла оказался в центре сюжета 8 фильма, то её героиня должна была очутиться в гуще событий девятого эпизода:
Лучше я буду в авангарде IX!
И так должно было быть. Треворроу признался, что приготовил интересную развязку для персонажа Ридли. Юэн Макгрегор говорил о том, что с радостью сыграл бы вновь своего персонажа в новых фильмах, и ходили слухи о том, что рассматривают такую возможность. Джон Бойега уже в мае 2017 сообщил о том, что его персонаж появится в 9 эпизоде, хотя он пока не знает подробностей.

### Съёмки

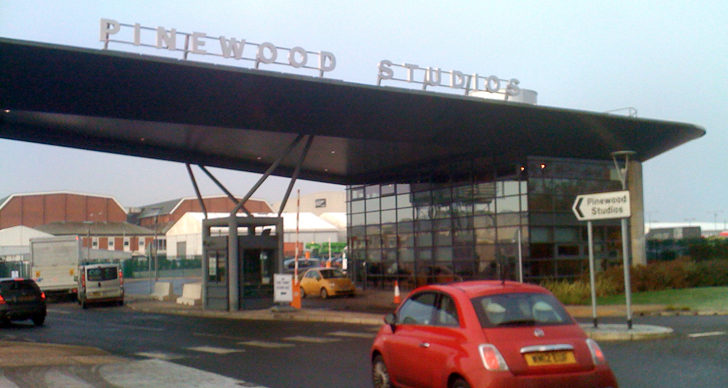
Киностудия Pinewood Atlanta Studios

Если у скрипача есть возможность выбрать лучшую скрипку, то он это сделает. Я выбрал для съёмки лучшую скрипку.
Съемки планировалось начать в апреле, однако их перенесли на июль 2017 года в Лондоне, на студию Pinewood Atlanta Studios, где снимались предыдущие картины серии. В мае 2017 сообщили, что съёмки начнутся в январе 2018 года. Треворроу решил снимать картину на 65-миллиметровую плёнку, в отличие от предыдущих двух фильмов, которые были сняты в 35-мм формате. По его мнению, плёнка должна помочь вернуть детские ощущения, которые возникали при просмотре старых картин. Он шутил, что не может снимать картину, так как её действие происходило «давным-давно, в далекой галактике». Режиссёр планировал отснять некоторые кадры в реальном космическом пространстве. Часть натурных съёмок пройдет в Нью-Мексико. Треворроу попросил Райана Джонсона отснять небольшой материал на местности, пока последний снимал свою картину. В конце сентября 2017 королева Британии Елизавета II ответила отказом на возможность провести съёмки на территории Винздорского парка, который является собственностью королевской семьи.

После замены режиссёра дата начала съёмок вновь была перенесена, на этот раз на июнь 2018 года. 25 февраля 2018 года стало известно, что съёмки стартуют в июле. 1 августа начались съемки на Pinewood Studios. Одним из мест съёмок стала пустыня Вади-Рам в Иордании, где ранее уже снималась планета Джеда в первом спин-оффе саги «Изгой-Один». Съёмки закончились 15 февраля 2019 года.

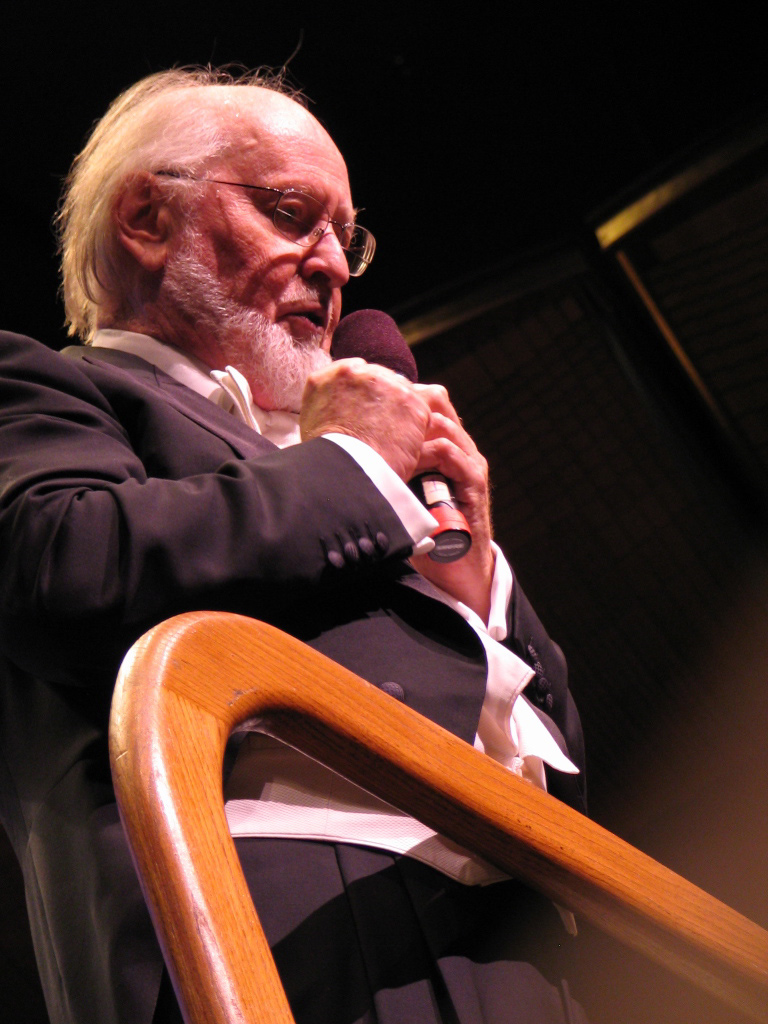
Джон Уильямс, композитор музыки всех девяти фильмов саги Звездные войны.

### Музыка
10 января 2018 года было подтверждено, что Джон Уильямс вернется, чтобы сочинить и дирижировать музыку для Скайуокер. Восход. В следующем месяце Уильямс объявил, что это будет последний фильм Звездных войн, для которого он будет составлять музыку. В августе 2019 года выяснилось, что Уильямс написал около 35 из ожидаемых 135 минут музыки для фильма, который, по словам брата Уильямса Дона, будет включать все основные темы Саги Скайуокеров. Создание музыки началось в июле 2019 года, когда Уильямс и Уильям Росс дирижировали и оркестровали сессии в течение шести месяцев. Walt Disney Records выпустил альбом саундтрека в цифровом виде 18 декабря 2019 года, а физический выпуск последовал 20 декабря.

### Специальные эффекты

Тысячелетний сокол

В основе практических эффектов лежат модели, созданные дизайнером Коллином Канвелом, среди которых «Звезда смерти», «Тысячелетний сокол», «Крыло-Х» «Имперские крейсеры» и «TIE-Истребитель». Дизайнер был рад тому, что модели на основе его концептов вошли в новую трилогию. Хотя он пока ещё не успел посмотреть «Звёздные войны: Пробуждение силы». Он так же рассказал, что некоторые идеи к нему пришли в одном из британских пабов, так например, игра в дартс вдохновила на создание «Звезды смерти». А над созданием «TIE-Истребителей» ему пришлось хорошенько подумать и однажды они просто появились. Канвелл заметил, что у него нет любимого дизайна, каждый из них служил выполнению конкретной цели.

## Маркетинг
Первые сообщения о предстоящей картине появились в августе 2015 года. Представители компаний «20th Century Fox» и «Lucasfilm» регулярно информировали о том, как продвигаются работы, ещё до того, как состоялась премьера восьмого эпизода. Режиссёр давал интервью, сообщая некоторые подробности о работе над сценарием и съёмках. Картина широко освещалась прессой, в основном американской, но и российские издания следили за развитием событий. Ряд актёров сообщили о своём участии ещё до начала подбора актёрского состава. Петиция с просьбой сменить режиссёра также не осталась без внимания прессы, однако не привела к замене режиссёра и возвращению Джорджа Лукаса.

## Прокат
Изначально старт кинопроката в США был назначен на 23 мая 2019 года: компания Lucasfilm решила вернуться к традиции, в рамках которой первые 6 фильмов выходили в мае, и перенесла премьеру с декабря. В сентябре 2017 года, после замены режиссёра, было объявлено о переносе даты премьеры на 20 декабря 2019 года.

## Отзывы критиков
После выхода фильм получил смешанные отзывы от критиков, которые хвалили экшн, но критиковали сюжет и темп повествования. На сайте-агрегаторе Rotten Tomatoes картина имеет рейтинг 51 %, основанный на 478 рецензиях, со средней оценкой 6,15/10. обобщённое мнение критиков звучит так: «Скайуокер. Восход» страдает от разочаровывающего недостатка воображения, при этом завершает любимую многими сагу с большим уважением к её поклонникам.» На сайте Metacritic фильм имеет средний рейтинг в 53 балла из 100, основываясь на шестидесяти рецензиях, которые обозначены как «смешанные или средние обзоры». Опрошенные случайным образом компанией CinemaScore на выходе из кинотеатров зрители присвоили фильму рейтинг «B+», по шкале от «A+» до «F».
В рецензии для журнала «Мир фантастики» Алексей Ионов дал следующую оценку фильму: «Восход» получился столь же противоречивым и неоднозначным, как и вся новая трилогия. Яркий, зрелищный, динамичный и безупречный с технической точки зрения фильм страдает от спорных сценарных решений, нулевой мотивации большинства персонажей и отсутствия хоть какого-то объяснения происходящего, и временами лишь отличная актёрская игра и достойная режиссура вытягивают провальные по написанию сцены.» При этом он похвалил режиссёра картины Джей Джей Абрамса написав, что тот «заслуживает только добрых слов за то, как он обставил на экране прощание с Кэрри Фишер и её героиней», а также выразил надежду что «теперь «Звёздным войнам» и правда пора на перезагрузку, поскольку нельзя и дальше выезжать на одном лишь наследии оригинальной трилогии.»
Российскими зрителями третий фильм новой трилогии был оценён хуже предыдущих двух частей: рейтинг на «КиноПоиске» по состоянию на январь 2025 года рейтинг составляет 6,1 из 10 баллов (более 170 тыс. оценок), среди пользовательских рецензий преобладают отрицательные отзывы.

## Продолжение

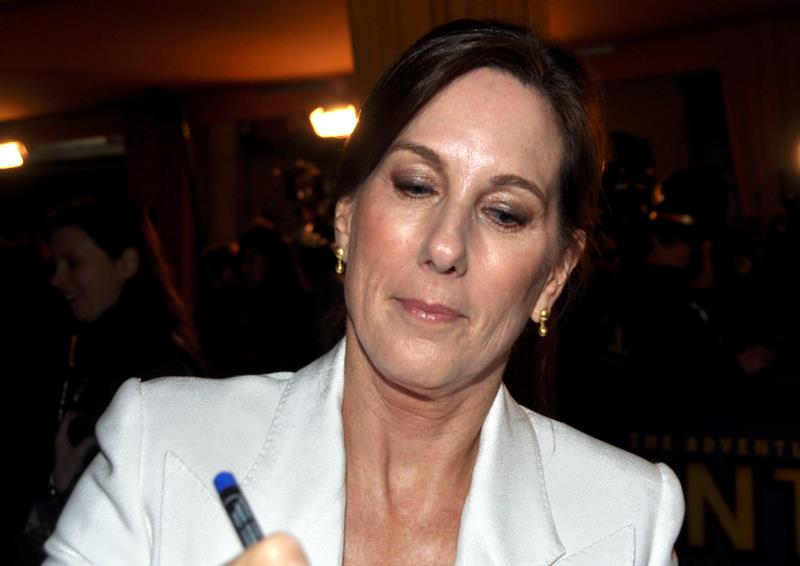
Кэтлин Кеннеди

Ещё в начале 2017 года Боб Айгер и команда специалистов «Дисней» начали думать над тем, что будет после IX эпизода саги, в следующие 15 лет. Президент Lucasfilm — Кэтлин Кеннеди считает, что после IX эпизода будет продолжение, но Джордж Лукас изначально планировал 9 фильмов, связанных воедино историей семьи Скайуокеров, и стало неясно, будут ли они в новой серии фильмов или нет. Она отметила, что сейчас идет обсуждение, всё будет зависеть от успеха готовящихся картин — если их история покажется интересной, то они продолжат работу в этом направлении. Также она сообщила, что анонса о следующих картинах следует ждать в 2018 году. Лукас ранее заявлял о том, что компания Дисней решила не использовать его сценарии для съёмок седьмого, восьмого и девятого эпизодов саги. А также о том, что режиссёр создавал сагу, посвящённую семейным проблемам, а не космическим кораблям и что, прежде всего, это мыльная опера.
Режиссёр Райан Джонсон в июне 2017 года рассказал о том, что на тот момент велись какие-то разговоры, но не было никаких планов для развития истории после IX эпизода.
9 ноября 2017 года Disney и Lucasfilm анонсировали выпуск 4-й трилогии «Звёздных войн». Режиссёром первой картины новой трилогии стал Райан Джонсон, режиссёр и сценарист 8-го эпизода «Последние джедаи». Сюжет не будет связан с членами семьи Скайуокеров, речь должна пойти о новых героях из нового уголка вселенной. Никаких планируемых дат выхода озвучено не было. 
Однако по состоянию на начало 2025 года «Скайуокер. Восход» остаётся последним полнометражным фильмом во франшизе «Звёздных войн», которая в начале 2020-х годов сконцентрировалась на сериалах («Мандалорец», «Книга Бобы Фетта», «Оби-Ван Кеноби», «Андор», «Асока»). Ожидается, что в 2026 году, спустя 7 лет после выхода «Скайуокер. Восход», следующим фильмом во вселенной «Звёздных войн» станет «Мандалорец и Грогу». О продолжении основной истории конкретных новостей на середину 2020-х годов нет.